# Conrad Newton Lauer
Conrad Newton Lauer (Three Tuns, Condado de Montgomery, Pensilvânia, 25 de novembro de 1869 – 2 de agosto de 1943) foi um engenheiro mecânico estadunidense, gerente geral da Day & Zimmerman, Inc., presidente da Philadelphia Gas Works Co. e 51.º presidente da Sociedade dos Engenheiros Mecânicos dos Estados Unidos em 1932-33.

## Biografia

### Juventude, educação e início de carreira
Lauer nasceu em Three Tuns, Condado de Montgomery, Pensilvânia, filho de Herman Lauer e Margaret Lukens (Clayton) Lauer. Seu avô John G. Lauer havia se estabelecido lá por volta de 1850, tendo emigrado de Stuttgart, Alemanha.
Em seu condado natal Lauer frequentou escolas públicas e privadas e, posteriormente, recebeu seu treinamento técnico com professores particulares. Em 1893 iniciou sua carreira na indústria como funcionário da Link-Belt Company, na Filadélfia, atual FMC Corporation, onde trabalhou até 1902. Naquela época assessorou vários engenheiros consultores com a introdução de métodos de gerenciamento científico.

### Consolidação da carreira
Em 1902 Lauer ingressou como engenheiro industrial na nova empresa de engenharia Dodge & Day, fundada por Charles Day e Ken Dodge, filho de James Mapes Dodge. Em 1916 a empresa prosseguiu como Day & Zimmerman, Inc., onde Lauer foi nomeado secretário e gerente geral. Na década de 1920 Lauer foi nomeado presidente da Philadelphia Gas Works, e mais tarde atuou como presidente do conselho de administração da Philadelphia Gas Works Co.
Na década de 1930 Lauer também foi vice-presidente e diretor da United Gas Improvement Company, e diretor da Welsbach Company, da Baldwin Locomotive Works, e da Sharp and Dohme, Inc.
Em 1929 Lauer foi o doador da Medalha Hoover, denominada em homenagem a Herbert Hoover, que foi seu primeiro recipiente. Em 1930 Lauer recebeu um grau honorário de M.E. do Stevens Institute of Technology. Em 1932-33 foi presidente da Sociedade dos Engenheiros Mecânicos dos Estados Unidos.

## Publicações selecionadas
- Conrad Newton Lauer. Engineering in American industry; the development of industry in these United States during one hundred and twenty years. Volume I and II. McGraw-Hill book company, inc., 1924.
- Conrad Newton Lauer. John Ericsson, engineer, 1803-1889, Newcomen Society American Branch, 1939.
- Conrad Newton Lauer. William Penn's Philadelphia--in 1840, Newcomen Society American Branch, 1940.

Artigos selecionados
- Conrad N. Lauer. "The Importance of Cost-Keeping To the Manufacturer," The Annals of the American Academy of Political and Social Science, 22.3 (1903): 47-57.
- Lauer, Conrad Newton. "Plant Engineering as a Service to Production Management." The Annals of the American Academy of Political and Social Science. 119.1 (1925): 97-102.